# Hans Karl Schneider (Volkswirt)
Hans Karl Schneider (* 26. Mai 1920 in Remscheid; † 27. August 2011 in Köln) war ein deutscher Volkswirt, Hochschullehrer und Vorsitzender des Sachverständigenrates zur Begutachtung der gesamtwirtschaftlichen Entwicklung der Bundesrepublik Deutschland. 

## Leben
Hans Karl Schneider studierte Volkswirtschaft an der Universität Köln und promovierte 1948 mit einer methodisch an Walter Eucken und der Grenznutzenschule orientierten Untersuchung zur „Preisbildung bei Ferngas“ bei Theodor Wessels. 
In den 1950er Jahren arbeitete er im Bundesministerium für Wirtschaft, wo er am Aufbau einer energiepolitischen Unterabteilung mitwirkte und im Energiewirtschaftlichen Institut der Universität Köln, das er in den 1970er und 1980er Jahren leitete. 1963 wurde Schneider als Nachfolger des 1962 tödlich verunglückten Hans-Jürgen Seraphim Professor für Volkswirtschaftslehre und Direktor des Instituts für Siedlungs- und Wohnungswesen der Westfälischen Wilhelms-Universität in Münster. 1965 bis 1969 war er Vorsitzender des Wirtschaftspolitischen Ausschusses des Vereins für Socialpolitik. 1968 wurde er Mitglied des wissenschaftlichen Beirates des Bundesministeriums für Wirtschaft und später mehrere Jahre ihr Vorsitzender. 1970 berief ihn die Universität Köln als Professor für Volkswirtschaftslehre. 
Vom Juli 1982 bis Februar 1992 war er Mitglied im Sachverständigenrat zur Begutachtung der gesamtwirtschaftlichen Entwicklung der Bundesrepublik Deutschland und hatte 1985 bis 1992 dessen Vorsitz inne. Von 1986 bis 1989 war er Präsident des Rheinisch-Westfälischen Instituts für Wirtschaftsforschung in Essen. Er war zudem Mitglied in der Bundestags-Enquete-Kommission „Zukünftige Energiepolitik“. Als Berater der OECD und der Regierungen in China und Vietnam für langfristige Energieprogramme sowie als Bearbeiter weltweit angelegter Energiestudien wurde er auch international bekannt. 
Schneider starb 2011 im Alter von 91 Jahren. Er war seit 1948 verheiratet mit Gerda Pirlet (1923–2014), Tochter des Bauingenieurs Josef Pirlet, und hatte mit ihr fünf Kinder. Die Grabstätte der Eheleute befindet sich auf dem Kölner Melaten-Friedhof.

## Auszeichnungen
- 1975: Mitglied der Nordrhein-Westfälischen Akademie der Wissenschaften und der Künste
- 1980: Verdienstkreuz 1. Klasse der Bundesrepublik Deutschland
- 1996: Großes Verdienstkreuz der Bundesrepublik Deutschland[2]
- Ehrendoktorwürde der Universität Seoul